# Aïssatou Badji
Aïssatou Badji (* 26. Dezember 1980) ist eine ehemalige senegalesische Leichtathletin, die sich auf den Sprint spezialisiert hat.

## Sportliche Laufbahn
Erste internationale Erfahrungen sammelte Aïssatou Badji im Jahr 2002, als sie bei den Afrikameisterschaften in Radès mit 11,83 s in der ersten Runde im 100-Meter-Lauf ausschied und mit der senegalesischen 4-mal-100-Meter-Staffel disqualifiziert wurde. Im Jahr darauf schied sie bei der Sommer-Universiade in Daegu mit 12,38 s in der Vorrunde aus und anschließend nahm sie an den Afrikaspielen in Abuja teil und kam dort mit 12,34 s nicht über den Vorlauf über 100 Meter hinaus. Mit der Staffel gewann sie aber in 45,42 s gemeinsam mit Fatou Bintou Fall, Aminata Diouf und Aïda Diop die Bronzemedaille hinter den Teams aus Nigeria und Südafrika. 2004 schied sie bei den Afrikameisterschaften in Brazzaville mit 12,31 s in der ersten Runde aus und gewann in 45,21 s gemeinsam mit Fatoumata Coly, Aïda Diop und Aminata Diouf die Bronzemedaille hinter Nigeria und Südafrika. Sie setzte ihre Karriere mit Unterbrechungen bis ins Jahr 2014 fort und beendete dann im Alter von 34 Jahren ihre aktive sportliche Laufbahn.
2001 wurde Badji senegalesische Meisterin im 100-Meter-Lauf.

## Persönliche Bestleistungen
- 100 Meter: 11,5 s (+1,9 m/s), 24. Juni 2012 in Cagnes
- 60 Meter (Halle): 7,62 s, 16. März 2014 in Nantes